# Kerama-Inseln
Die Kerama-Inseln (jap. 慶良間諸島, Kerama-shotō oder 慶良間列島, Kerama-rettō; Okinawaisch: Kirama) sind eine Inselgruppe der japanischen Präfektur Okinawa im Ostchinesischen Meer.

## Geografie

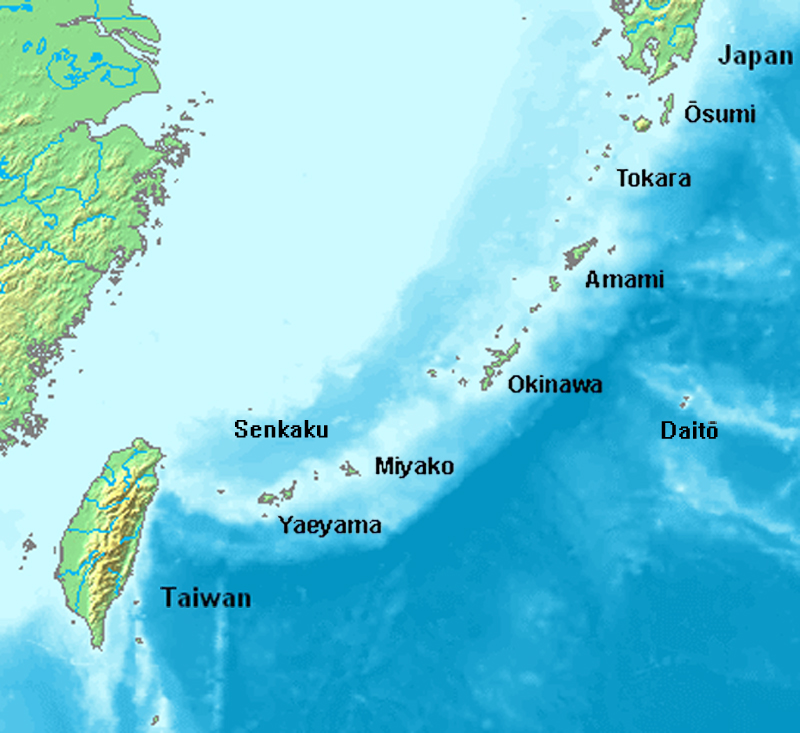
Ryūkyū-Inselgruppen. Die Kerama-Inseln liegen etwa 20 km nordwestlich der Südspitze Okinawas.

Die Inselgruppe befindet sich in der subtropischen Klimazone. Sie liegt etwa 20 km westlich der Hauptinsel der Ryūkyū-Inseln, Okinawa Hontō. Die nächste benachbarte Inselgruppe sind die Keise-Inseln 8 km östlich, oder da diese teilweise ebenfalls zu den Kerama-Inseln gezählt werden, die Insel Tonaki-jima 20 km nordwestlich.
Die östliche Hälfte der Inselgruppe wird von der Gemeinde Tokashiki, die westliche Hälfte von der Gemeinde Zamami verwaltet. Bewohnt sind jedoch nur vier Inseln: Tokashiki-jima, Zamami-jima, Aka-jima und Geruma-jima. Auf Fukaji-jima befindet sich zudem der Flughafen Kerama.
| Aka-jima |

| Amuro-jima |

| Fukaji-jima |

| Gishippu-jima |

| Geruma-jima |

| Keise-Inseln |

| Kuba-shima |

| Kuroshima |

| Maeshima |

| Tokashiki-jima |

| Yakabi-jima |

| Zamami-jima |

| Okinawa Hontō |

### Inseln
Die Inselgruppe besteht aus folgenden Inseln (-jima/-shima) – bewohnte sind blau unterlegt – und Felsen (sonstige Suffixe, unbenannte Einträge) mit einer Fläche von mindestens 0,01 km²:
| Bild                                                                  | Name              | japanisch      | Fläche [km²] | Höhe [m] | Gemeinde  | Koordinaten                   |
| --------------------------------------------------------------------- | ----------------- | -------------- | ------------ | -------- | --------- | ----------------------------- |
|                                                                       | Tokashiki-jima    | 渡嘉敷島       | 15,31        | 227,3    | Tokashiki | 26° 11′ 12″ N, 127° 21′ 20″ O |
|                                                                       | Zamami-jima       | 座間味島       | 6,66         | 160,7    | Zamami    | 26° 14′ 4″ N, 127° 18′ 27″ O  |
|                                                                       | Aka-jima          | 阿嘉島         | 3,82         | 165,0    | Zamami    | 26° 11′ 56″ N, 127° 16′ 41″ O |
| Maeshima (unterste Insel)                                             | Maeshima          | 前島           | 1,60         | 132,8    | Tokashiki | 26° 12′ 44″ N, 127° 26′ 50″ O |
|                                                                       | Kuba-shima        | 久場島         | 1,55         | 270,1    | Zamami    | 26° 10′ 17″ N, 127° 14′ 16″ O |
|                                                                       | Yakabi-jima       | 屋嘉比島       | 1,26         | 214,4    | Zamami    | 26° 12′ 59″ N, 127° 14′ 40″ O |
|                                                                       | Geruma-jima       | 慶留間島       | 1,15         | 157,3    | Zamami    | 26° 10′ 54″ N, 127° 17′ 21″ O |
|                                                                       | Fukaji-shima      | 外地島         | 0,83         | 76,0     | Zamami    | 26° 10′ 6″ N, 127° 17′ 34″ O  |
|                                                                       | Amuro-jima        | 安室島         | 0,73         | 98,8     | Zamami    | 26° 12′ 26″ N, 127° 18′ 40″ O |
|                                                                       | Gishippu-jima     | 儀志布島       | 0,49         | 113,6    | Tokashiki | 26° 13′ 49″ N, 127° 22′ 10″ O |
|                                                                       | Kuroshima         | 黒島           | 0,27         | 126,1    | Tokashiki | 26° 15′ 6″ N, 127° 24′ 15″ O  |
| Hate-jima, unbenannte Insel, Nakajima, Maeshima (von oben nach unten) | Nakajima          | 中島           | 0,18         | 94,0     | Tokashiki | 26° 13′ 52″ N, 127° 27′ 2″ O  |
| Hate-jima, unbenannte Insel, Nakajima, Maeshima (von oben nach unten) | Hate-jima         | ハテ島         | 0,14         | –        | Tokashiki | 26° 14′ 24″ N, 127° 27′ 26″ O |
| Hate-jima, unbenannte Insel, Nakajima, Maeshima (von oben nach unten) | unbenannt         |                | 0,05         | 56,0     | Tokashiki | 26° 14′ 7″ N, 127° 27′ 13″ O  |
|                                                                       | Un-jima           | ウン島         | 0,26         | 87,0     | Tokashiki | 26° 8′ 34″ N, 127° 20′ 35″ O  |
|                                                                       | Gahi-jima         | 嘉比島         | 0,13         | 51,0     | Zamami    | 26° 13′ 6″ N, 127° 17′ 10″ O  |
|                                                                       | Gusukushima       | 城島           | 0,11         | 105,9    | Tokashiki | 26° 11′ 55″ N, 127° 22′ 40″ O |
|                                                                       | Hanari-jima       | 離島           | 0,10         | 59,2     | Tokashiki | 26° 9′ 42″ N, 127° 20′ 18″ O  |
|                                                                       | Agenashiku-jima   | 安慶名敷島     | 0,10         | 41,6     | Zamami    | 26° 12′ 55″ N, 127° 17′ 42″ O |
|                                                                       | Sunashiru-jima    | 砂白島         | 0,05         | 28,0     | Zamami    | 26° 11′ 3″ N, 127° 16′ 29″ O  |
| Kuba-iwa, Ou-jima, Naka-iwa und Yubu-iwa (von oben nach unten)        | Ou-jima (Ubu-iwa) | 奥武島(うぶ岩) | 0,05         | 45,6     | Zamami    | 26° 9′ 24″ N, 127° 16′ 24″ O  |
| Kuba-iwa, Ou-jima, Naka-iwa und Yubu-iwa (von oben nach unten)        | Kuba-iwa          | くば岩         | 0,01         | 14,0     | Zamami    | 26° 9′ 33″ N, 127° 16′ 23″ O  |
| Kuba-iwa, Ou-jima, Naka-iwa und Yubu-iwa (von oben nach unten)        | Yubu-iwa          | ゆぶ岩         | 0,01         | 34,0     | Zamami    | 26° 8′ 50″ N, 127° 16′ 11″ O  |
| Kuba-iwa, Ou-jima, Naka-iwa und Yubu-iwa (von oben nach unten)        | Naka-iwa          | なか岩         | 0,01         | 17,0     | Zamami    | 26° 9′ 1″ N, 127° 16′ 6″ O    |
|                                                                       | Achirāne-iwa      | アチラーネ岩   | 0,05         | –        | Zamami    | Koordinaten fehlen! Hilf mit. |
|                                                                       | Mokaraku-jima     | モカラク島     | 0,04         | 25,0     | Zamami    | 26° 9′ 22″ N, 127° 17′ 23″ O  |
|                                                                       | Tsumishiro-shima  | 積城島         | 0,02         | –        | Zamami    | 26° 10′ 52″ N, 127° 16′ 25″ O |
|                                                                       | Ijakaja-jima      | 伊釈迦釈島     | 0,02         | 56,0     | Zamami    | 26° 12′ 56″ N, 127° 16′ 6″ O  |
|                                                                       | Jinojitsuru-jima  | 地自津留島     | 0,01         | 54,0     | Tokashiki | 26° 14′ 16″ N, 127° 22′ 7″ O  |
|                                                                       | Sakuhara no Hana  | 佐久原の鼻     | 0,01         | –        | Zamami    | 26° 10′ 42″ N, 127° 16′ 27″ O |
|                                                                       | Fukakane-se       | ふかかね瀬     | 0,01         | 47,0     | Zamami    | 26° 10′ 33″ N, 127° 13′ 45″ O |
|                                                                       | unbenannt         |                | 0,01         | –        | Zamami    | 26° 11′ 0″ N, 127° 16′ 21″ O  |
|                                                                       | unbenannt         |                | 0,01         | –        | Zamami    | 26° 9′ 34″ N, 127° 17′ 31″ O  |

Anmerkung: Alternativ wird statt -jima auch -shima verwendet.

### Korallenriffe
Die Inselgruppe besitzt mehrere ausgedehnte Korallenriffe. Zwei davon wurden im November 2005 als Ramsar-Gebiet unter Umweltschutz gestellt: ein 120 ha großes Gebiet entlang der Westküste von Tokashiki-jima und um Hanari-jima, sowie ein 233 ha großes Gebiet um Ijakaja-jima, Gahi-jima und Agenashiku-jima, d. h. zwischen Aka-jima und Zamami-jima. In diesen Riffen befinden sich 248 unterschiedliche Korallenarten, insbesondere der Gattung Acropora. Am 5. März 2014 wurden die Gewässer und die Inseln als Keramashotō-Nationalpark großflächig unter Schutz gestellt.

## Flora und Fauna
Die Inseln Aka, Fukaji, Geruma und Yakabi bilden den einzigen natürlichen Lebensraum des vom Aussterben bedrohten Kerama-Hirschs (Cervus nippon keramae), der vermutlich eine im frühen 17. Jahrhundert eingeführte Population des Japanischen Sikahirsch war, die sich seitdem an ihre Inselumwelt anpasste.

## Geschichte
Im Zweiten Weltkrieg waren die Kerama-Inseln der erste Landungspunkt der Alliierten auf den Ryūkyū-Inseln. Einheiten der 77. Infanteriedivision der US Army landeten am 26. März 1945 auf Aka-jima und am 29. März wurde die gesamte Inselgruppe eingenommen, die von da an als Brückenkopf bei der folgenden Schlacht um Okinawa dienten.
Die Inselgruppe sollte am 26. März 1945 eigentlich nur passiert werden. Da die Inseln für den Bau eines Flugplatzes zu klein waren, schenkten die Amerikaner ihnen keine große Beachtung. In diesem Fall kam es zum Einsatz des Brodie-Systems. Lieutenant John Kriegsman startete mit seiner Piper L-4 von Bord der LST-776, um die Inseln aufzuklären. Dabei entdeckte er etwa 50 bis 60 Höhlen, aus denen Schienen ins Wasser führten. Nach der Rückkehr zum Mutterschiff erstattete er Meldung, so dass der kommandierende Offizier des Verbands die Inseln unter Feuer nehmen und besetzen ließ. Nach der Landung der amerikanischen Truppen stellte sich heraus, dass in den Höhlen mit Sprengstoff beladene Schnellboote warteten, die im Schutze der Dunkelheit die US-Flotte hätten angreifen sollen.
Danach stand die Inselgruppe wie die restlichen Ryūkyū-Inseln unter US-Militärverwaltung, bevor sie 1972 an Japan zurückgegeben wurden.